# Afton (Minnesota)
Afton é uma cidade localizada no estado americano de Minnesota, no Condado de Washington.

## Demografia
Segundo o censo americano de 2000, a sua população era de 2839 habitantes.
Em 2006, foi estimada uma população de 2846, um aumento de 7 (0.2%).

## Geografia
De acordo com o United States Census Bureau tem uma área de
68,3 km², dos quais 65,2 km² cobertos por terra e 3,1 km² cobertos por água.

## Localidades na vizinhança
O diagrama seguinte representa as localidades num raio de 12 km ao redor de Afton.